# Stenolophus incultus
Stenolophus incultus es una especie de escarabajo de tierra del género Stenolophus, tribu Harpalini, subfamilia Harpalinae. Fue descrita científicamente por Casey en 1914.
La especie se mantiene activa durante los meses de mayo, junio, julio y agosto.

## Distribución
Se distribuye por Estados Unidos y Canadá.